# Armington (Montana)
Armington ist ein Dorf im Cascade County im US-Bundesstaat Montana. Es liegt in der Nähe von Belt.

## Geschichte
Armington hat eine gewisse Bedeutung wegen seines Handelszentrums für Landwirte, Bergarbeiter und Bewohner in der Umgebung von Cascade County. Es wird oft als Armington Junction bezeichnet, weil es sich in der Nähe befindet, wo die Armington Road auf die gemeinsam verlaufenden U.S. Highway 87, U.S. Highway 89 und den Montana Highway 200 trifft.
Armington ist nach dem Rancher Doc Armington benannt.